# Шкуринская
Шкуринская — станица в Кущёвском районе Краснодарского края. Административный центр Шкуринского сельского поселения.

## География
Расположен в северной части Приазово-Кубанской равнины.
Станица расположена на левом берегу реки Ея. Ближайшие железнодорожные станции расположены в станице Кущёвской (21 км восточнее) и станице Канеловской (11 км западнее).

## История
Шкуринский курень — один из 38 куреней Черноморских казаков, наследников Сечи, переселённых на Кубань, назван в честь кошевого атамана Леско Шкуры. Куренное селение Шкуринское было основано в 1794 году.

До наших дней дошел уникальный архив канцелярии войска Черноморского и посемейные списки казаков той поры.
Списки составлены как по куреням, так и по воинским командам, полкам.
Из Шкуринского куреня тоже сохранился такой посемейный список, составленный по требованию А. Головатого от 5 августа 1793 года. Список первых поселенцев на кубанских землях.

Весной 1794 года куренные атаманы с казачьей шапки тянули жребий, в записках которого была указана территория для куреня. Так, волею жребия вытянутого из шапки атаманом куреня Герасимом Филоненко[,] поселились шкуринские казаки на границе с донскими казаками, а ближними соседями стали казаки Кущевского, Кисляковского и Уманского куреней.— 
Впоследствии станица Шкуринская входила в Ейский отдел Кубанской области.
В 1934—1953 годах Шкуринская была центром Штейнгартовского района.
В 1953—1956 гг. в местной школе литературу преподавал Григорий Соломонович Померанц.
В 1990 году в станице был открыт первый на Кубани памятник жертвам голода 1932—1933 годов.

## Население
| 1959 | 1979  | 2002  | 2010  | 2021  |
| ---- | ----- | ----- | ----- | ----- |
| 5976 | ↘5317 | ↘4941 | ↘4597 | ↘4382 |

## Известные уроженцы
- Котов Александр Александрович — Герой Советского Союза.
- Полевой Павел Гордеевич — Герой Советского Союза.
- Ерешко, Феликс Иванович — проф., д.ф.-м.н.
- Трубилин Иван Тимофеевич — Герой Социалистического Труда, ректор Кубанского аграрного университета.